# Beechey Island

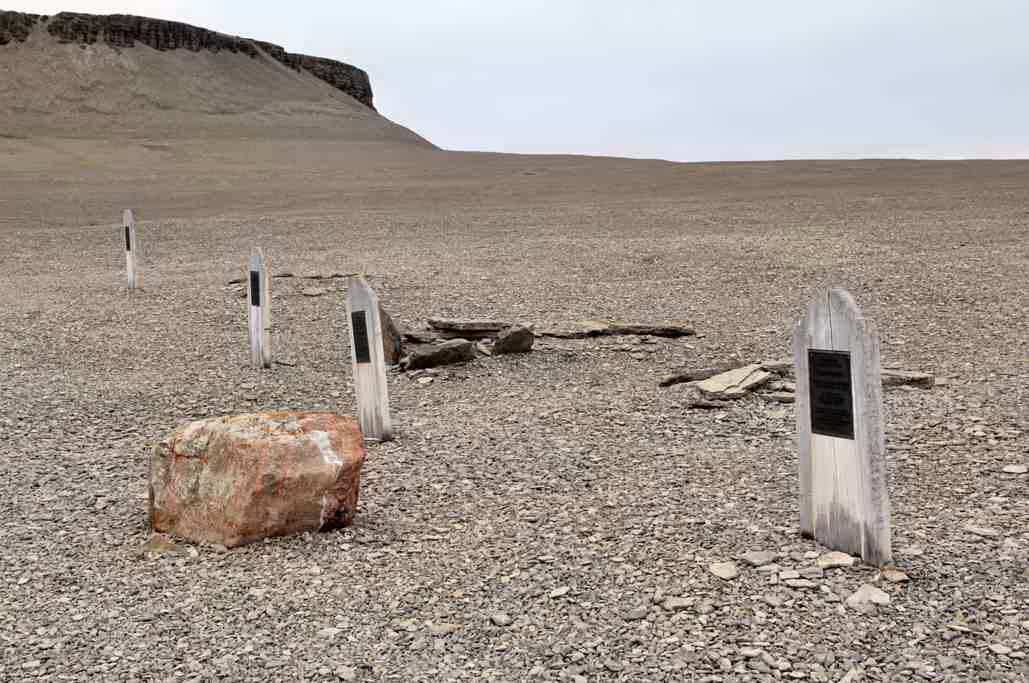
Die Gräber der Franklin-Expedition auf Beechey

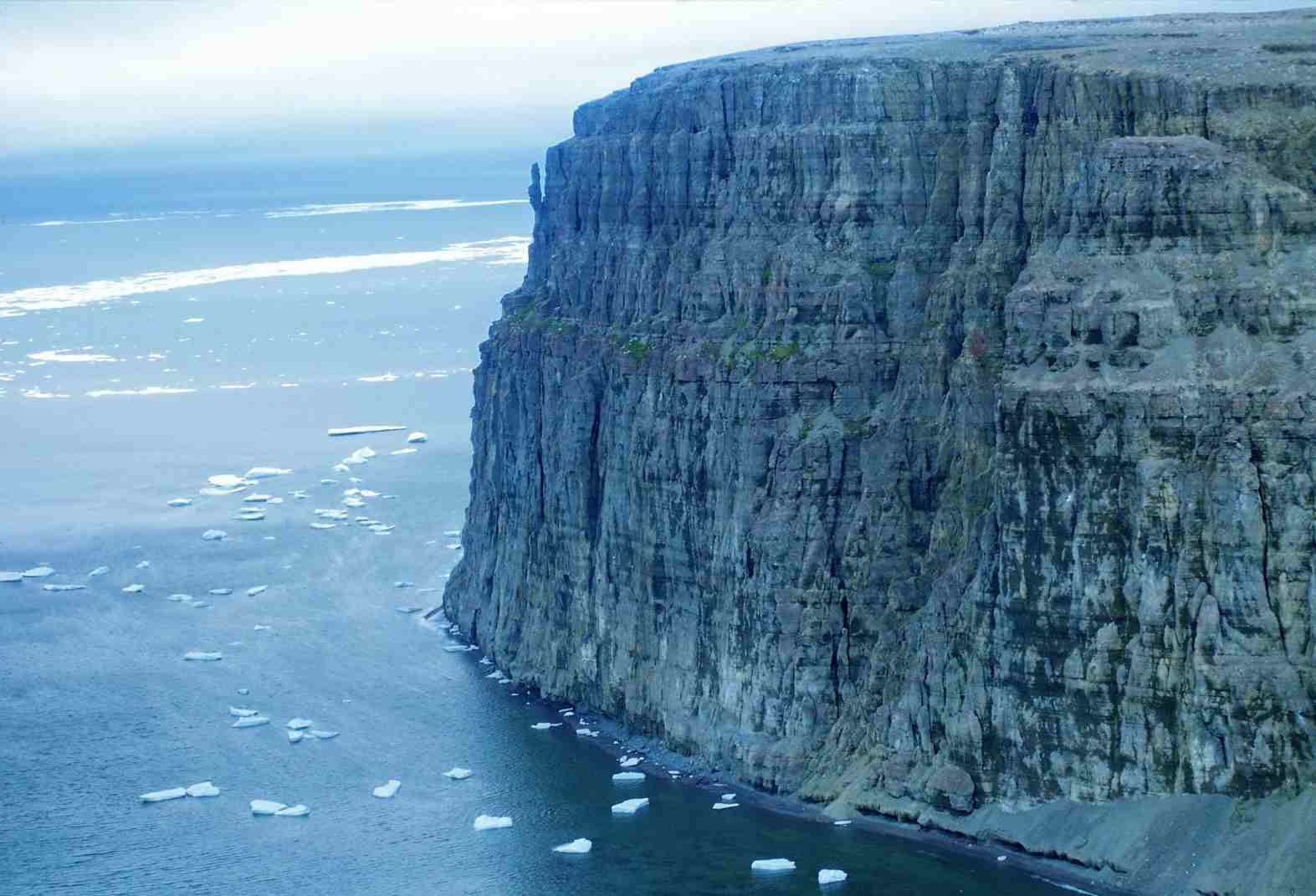
Südostküste der Beechey-Insel

Beechey Island ist eine kleine Insel in der kanadischen Arktis, etwa 75 Kilometer östlich von Resolute Bay. Sie liegt direkt südwestlich von Devon Island und ist geologisch mit dieser verbunden.
Sie erhielt besondere historische Bedeutung, nachdem Captain Erasmus Ommanney am 23. August 1850 das nahe gelegene Cape Riley erreichte. Kurz danach entdeckte er Reste eines Winterlagers und Gräber, die sich als die ersten Spuren der seit 1845 vermissten Franklin-Expedition erwiesen. 1979 wurden sechs mit der Expedition in Verbindung stehende Orte auf die Insel bzw. im Meer vor der Insel von der kanadischen Regierung als „Beechey Island Sites National Historic Site of Canada“ zur National Historic Site of Canada erklärt.

## Geschichte
Entdeckt wurde die Insel 1819 auf einer Polarexpedition unter Sir William Edward Parry, nach dessen erstem Offizier Frederick William Beechey sie benannt wurde. Ihre Lage zwischen dem Lancastersund und dem Wellington Channel machte sie offenbar für Sir John Franklin geeignet, hier mit seinen Schiffen Erebus und Terror 1845–46 zu überwintern. Seine Expedition errichtete hier ein Winterlager, das unter anderem aus einem Lagerhaus und einer kleinen Schmiede bestand, und begrub hier auch drei Mannschaftsmitglieder:
- John Torrington, leitender Schiffsheizer, 20 Jahre alt
- William Braine, Royal Marine, 32 Jahre alt
- John Hartnell, Matrose, 25 Jahre alt

Die ursprünglichen Gedenktafeln an den Gräbern wurden vor einiger Zeit in das Prince of Wales Northern Heritage Centre in Yellowknife verbracht.
Nachdem Franklins Hinterlassenschaften auf Beechey entdeckt worden waren, wurde die Insel zu einer Art Ausgangs- und Sammelpunkt der an den verschiedenen Franklin-Suchaktionen beteiligten Schiffe. So warteten vor Beechey Versorgungsschiffe auf Anweisungen, und Schlittentrupps übermittelten von hier Nachrichten zwischen tiefer ins Eis vorgedrungenen Schiffen. Über Jahre kamen Erkundungsschiffe hierher, da man sich irgendwelche aufschlussreichen Botschaften Franklins auf Beechey zu finden erhoffte. Am 21. August 1853 sank das Versorgungsschiff HMS Breadalbane vor Beechey.
Neben den drei Gräbern der Toten der Franklin-Expedition befinden sich auf Beechey noch zwei weitere Grabstellen: 
- Grab des Seemanns Thomas Morgan, der zur Mannschaft der Investigator unter dem Kommando von Robert McClure gehört hatte. McClure suchte von 1850 bis 1854 von der Beringstraße her nach der Franklin-Expedition, musste sein Schiff an der Nordküste der Banksinsel aufgeben und erreichte mit seinen Leuten zu Fuß die Beechey-Insel, wo Morgan am 22. Mai 1854 (vermutlich an Skorbut) verstarb.
- ein Scheingrab, vermutlich zur Erinnerung an den französischen Marineleutnant Joseph-René Bellot, der am 18. August 1853 von einer Sturmböe ins Wasser gerissen wurde und verschollen ist.

Die Toten auf Beechey Island wurden mehrmals exhumiert und an gleicher Stelle wieder beerdigt; dabei wurden den alten Grabsteinen neue zur Seite aufgestellt, die auch Auskunft über ihre Todesursache, Tuberkulose, geben. Der kanadische Wissenschaftler Owen Beattie gelangte durch die hierbei festgestellten hohen Bleiwerte der Männer zu der Theorie, dass schadhafte Verlötungen der mitgeführten Konservendosen zu einer schleichenden Bleivergiftung der gesamten Expedition geführt haben dürften.

## Tourismus
Beechey Island zieht heute immer wieder Besucher an (vor allem auf Kreuzfahrtschiffen), die auf der Insel nach Spuren der Geschichte der Nordwestpassage suchen. Sogar das Hinuntertauchen mit Spezial-U-Booten zur Breadalbane, deren Wrack vom eisigen, klaren Wasser der Arktis in erstaunlich gutem Zustand konserviert wurde, ist seit 1999 im Touristikangebot.